# Siletitengiz Köli
Siletitengiz Köli är en saltsjö i Kazakstan.   Den ligger i oblystet Nordkazakstan, i den nordöstra delen av landet, 260 km nordost om huvudstaden Astana. Arean är 814 kvadratkilometer.